# Rydzewo-Pieniążek
Rydzewo-Pieniążek [rɨˈd͡zɛvɔ pjɛˈɲɔ̃ʐɛk] est un village polonais de la gmina de Radziłów dans le powiat de Grajewo et dans la voïvodie de Podlachie. Il se situe à environ 6 kilomètres au nord-ouest de Radziłów, à 23 kilomètres au sud de Grajewo et à 65 kilomètres au nord-ouest de Białystok. 
Le village compte approximativement 110 habitants.